# Eupithecia fuscopunctata
Eupitecia fuscopunctata es una especie de polilla de la familia Geometridae. La especie fue descrita por primera vez por Wilhelm Brandt en 1938 con distribución en Irán. El sintipo de la especie fue descrita en los alrededores del fuerte Sine-Sefid, al sur del monte Zagros de la Provincia de Fars.